# Fernando San Emeterio
Fernando San Emeterio Lara (Santander, Cantabria; 1 de enero de 1984) es un exjugador, entrenador y director deportivo de baloncesto español. Fue internacional con la selección española absoluta y disputó 20 temporadas en la liga ACB. Con 1,99 metros de altura, jugaba en la posición de alero. Actualmente ejerce como director deportivo del Bàsquet Girona que compite en Liga Endesa.

## Trayectoria

### Jugador
Se crio en Valladolid, llegando incluso a jugar en las categorías inferiores del Real Valladolid de fútbol.
[actualizar]
En la final de la Liga ACB 2009-10 anotó en el último segundo una canasta con tiro adicional en el tercer partido de la serie, que dio el título de liga al Baskonia. 
Siete años después sería una pieza importante en otro título ACB, en el Valencia Basket, que ganaría su primer título liguero. Es el tercer jugador, después de Jesús Lázaro y Walter Herrmann en ser ganador de dos Ligas ACB con dos equipos distintos que no sean Real Madrid ni el FC Barcelona.
En el conjunto valencianista jugaría durante seis temporadas, retirándose al término de la temporada 2020-21.

### Entrenador
En 2021, tras retirarse como jugador en el Valencia Basket, San Emeterio ejerce como entrenador ayudante durante tres temporadas, formando parte de los cuerpos técnicos de Joan Peñarroya y más tarde de Álex Mumbrú y Xavi Albert. 

### Director deportivo
El 3 de junio de 2024, firma como director deportivo del Bàsquet Girona que compite en Liga Endesa.

## Logros y reconocimientos

### Clubes
- Eurocopa de la FIBA (1): 2007
- Liga ACB (2): 2010, 2017
- Copa del Rey (1): 2009
- Supercopa de España (2): 2008, 2017
- EuroCup (1): 2019

### Selección española
- Medalla de Plata en el Torneo Albert Schweitzer con la Selección de España Junior en 2002.
- Medalla de Bronce en los Juegos Mediterráneos de Almería con la "Selección española B" en 2005.
- Medalla de Oro en el Eurobasket 2011 en Lituania.
- Medalla de Plata en Juegos Olímpicos en Londres 2012
- Medalla de Bronce en el Eurobasket 2013 en Eslovenia.
- Medalla de Oro en el Eurobasket 2015 en Francia.
- Medalla de Bronce en el Eurobasket 2017 en Rumanía, Israel, Finlandia y Turquía.

### Consideraciones individuales
- MVP de la ACB (1): 2010-11
- Quinteto Ideal de la Euroliga (1):
  - Primer Quinteto (1): 2010-11
- Quinteto Ideal de la ACB (1):
  - Primer Quinteto (1): 2010-11
- Quinteto Ideal de la EuroCup (1):
  - Segundo Quinteto (1): 2016-17
- Quinteto Ideal en el Torneo Albert Schweitzer con la Selección de España Junior (1): 2002